# Openbank
Openbank es un banco español con sede en Madrid filial de Banco Santander. Está enfocado en la banca minorista para particulares, siendo sus principales canales de operación la banca a través de internet y por teléfono. También cuenta con presencia en Alemania, Estados Unidos, México, Países Bajos y Portugal. También tiene una mínima presencia en los restantes países pertenecientes a eurozona.

## Historia
En 1995, Banco Santander promovió la creación de Openbank como el primer banco directo telefónico y la primera entidad financiera sin comisiones, alcanzando más de 100.000 clientes.
En 1996, se lanzó la primera página web oficial de Openbank, convirtiéndose en el primer banco directo en España en ofrecer a sus clientes la posibilidad de realizar operaciones bancarias a través de Internet y telefonía.
En 1998, lanzaron una Multigestora, ofreciendo Fondos de Inversión y Planes de Pensiones de diversas gestoras destacadas.
En 1999, Openbank lanzó un broker en línea que permitía la liquidación inmediata de operaciones en mercados nacionales e internacionales.
El 9 de marzo de 2000 se hizo oficial la adquisición por parte del Grupo Santander de la plataforma financiera en línea argentina Patagon.com, desarrollada por los jóvenes emprendedores Wenceslao Casares y Constancio Larguía, por un total de 540 millones de dólares. Tras la adquisición, Openbank cambió su nombre a Patagon Internet Bank, S.A., y desarrolló un portal financiero que integraba la operativa bancaria tradicional con funciones digitales como chats, foros, blogs y la creación de una comunidad virtual entre sus clientes.
En 2001, Patagon Internet Bank, S.A. abrió oficinas comerciales en Madrid, Barcelona, Valencia, Zaragoza y Pamplona. En 2002, se convirtió en la primera entidad financiera en línea en alcanzar beneficios en España, gracias a la externalización de todas sus áreas de soporte tecnológico y operativo, que pasaron a formar parte del Grupo Santander, con quien se establecieron contratos de prestación proveedor-cliente. Además, se convirtió en el primer y único banco con certificado AENOR de buenas prácticas para el comercio electrónico.
En 2005, la entidad recuperó el nombre original de Openbank y en 2007 migró toda su plataforma tecnológica para integrarse a la plataforma común del Grupo Santander.
En 2008, el banco alcanzó los 500.000 clientes y en 2010, pasó a formar parte de Banca Comercial España y comenzó a ofrecer servicios al segmento de universitarios y a desarrollar una presencia activa en redes sociales.
En febrero de 2011, comenzó a operar en banca móvil, convirtiéndose en el primer banco con una aplicación nativa para iPad.
En marzo de 2011, la entidad, tras su integración en la división de Banca Comercial España, optó por cerrar 20 de las 21 oficinas que aún mantenía abiertas. La única que permaneció abierta fue la sucursal de Azca, en Madrid.
En febrero de 2013, lanzó aplicaciones móviles para Android y Windows 8.
En mayo de 2017, modificó su imagen corporativa y redenominó algunos de sus productos. Además, inauguró su nueva sucursal en el número 134 del Paseo de la Castellana de Madrid, con el objetivo de crear un espacio exclusivo para sus clientes.
En junio de 2017, lanzó su nueva plataforma digital de web y app mejorando su usabilidad y facilidad de uso.
En 2019, comenzó su expansión internacional en Alemania, Países Bajos y Portugal.En 2021, comenzó a operar oficialmente en la República Argentina. En 2023, abrió tres nuevos centros de desarrollo tecnológico en Ciudad de México, Buenos Aires y Miami.